# Pasaband (huyện)
Pasaband là một huyện thuộc tỉnh Ghowr, Afghanistan. Dân số thời điểm năm 1999 là 65,821 người.